# Guy Disleau
Guy Disleau ou Guy-Adrien Disleau, né Charles Guy Adrien Disleau le 30 mars 1853 à Sainte-Ouenne (Deux-Sèvres) et mort le 6 novembre 1914 à Niort, est un homme politique français.
Docteur en droit, avocat à Parthenay, puis à Niort, il est un temps bâtonnier de l'Ordre.
Il entre au conseil municipal de Niort en 1888. En 1893, il devient maire de Sainte-Ouenne. La même année, il est élu député de la première circonscription de Niort, succédant à Antonin Proust qui ne s'est pas représenté. Inscrit successivement aux groupes Union démocratique, Progressiste et Gauche démocratique, il est réélu à la Chambre des députés cinq fois, en 1898, 1902, 1906, 1910 et 1914. Il est aussi conseiller général de 1902 à 1914.
Lors des élections législatives de 1914, Disleau est, selon sa profession de foi, président de la société centrale d'agriculture, vice-président de l'association centrale des laiteries, fondateur du crédit agricole dans les Deux-Sèvres, fondateur de l'assurance mutuelle contre l'incendie, etc. Il meurt quelques mois plus tard d'une affection cardiaque, à l'âge de 61 ans.